# 京都伏見介護殺人事件
京都伏見介護殺人事件（きょうとふしみかいごさつじんじけん）とは、2006年（平成18年）2月1日、京都府京都市伏見区の桂川の河川敷で、当時54歳の男Aが生活苦から親子心中を図って認知症患者の86歳の母親を殺害した介護殺人事件。

## 経緯
Aは両親と3人暮らしをしていたが、1995年（平成7年）に父親が死亡し、そのころから母親に認知症の症状が出始めた。
Aは、母親と2人暮らしを始め、介護をしながら工場で働いていた。2005年（平成17年）4月頃から母親の症状が悪化して昼夜逆転生活となり、ほとんど徹夜で仕事に向かったり、徘徊して警察に保護された母親を迎えに行ったりすることもしばしばあった。デイケアを利用したが介護の負担は軽減せず、7月に休職、9月に会社を退職した。Aは介護を両立できる仕事を探したが見つからず、生活保護の相談に福祉事務所に3回訪ねるも、失業給付を理由に生活保護の申請が認められなかった。仕事が見つからないまま12月に失業給付が打ち切られ、カードローンの借り出しも限度額に達し、翌月の家賃を払える見込みがなくなった2006年（平成18年）1月31日にアパートを引き払い、心中を決意した。
Aは最後の親孝行にとその日の夜から車椅子の母親を連れて京都市内を観光し、2月1日早朝、家に帰りたがった母親に「もう生きられへんのやで。ここで終わりやで。」と言うと、母親は「そうか、あかんか。一緒やで。」と答えた。Aが「すまんな、すまんな。」と謝ると、母親は「こっち来い、わしの子や。わしがやったる。」と言った。この言葉を聞いて、Aは殺害を決意した。Aは母親の首を絞めて殺害し、自分も包丁で首を切って自殺を図ったが一命を取り留めた。2月2日、Aは殺人の容疑で逮捕され、「介護に疲れ、母親を殺して自分も死のうと思ったが、死にきれなかった。」と供述した。
4月19日に初公判が京都地方裁判所であり、Aは公訴事実を認め、検察側はAが追いつめられていく過程を詳述し、殺害時の2人のやりとりや、「母の命を奪ったが、もう一度母の子に生まれたい。」という供述を紹介した。6月21日の公判では、被告人質問で心中を図るまでの経緯を涙を浮かべながら語り、「母の後を追って死のうとしたができなかった。今は母のためにも86歳をこえるまで生きたい。」と述べた。7月5日の論告求刑公判において、検察側は「同情の余地はあるが、尊い命を奪うことは許されない。」として懲役3年を求刑し、弁護側は「法的に批判できても道義的に批判できない、やむにやまれぬ究極の選択だった。」として執行猶予付きの判決を求めた。Aは、最終陳述で「私の手は母を殺めるための手であったのか。みじめで悲しすぎる。」「生きるのは本当につらいが、今は母の年までは生きて冥福を祈り続けたい。」などと述べた。
7月21日、京都地方裁判所での判決公判において、裁判官は「母親の同意を得たとは言え、尊い命を奪った刑事責任は軽視できない。」とした上で、それまでの経緯や献身的に介護をしていたことなどを酌量し、「母親は、恨みなどを抱かず、厳罰も望んでいないと推察される。自力で更生し、母親の冥福を祈らせることが相当」と述べ、Aに懲役2年6ヶ月、執行猶予3年を言い渡した。また、「自分を殺めることはしないようにして、お母さんのためにも幸せに生きてください。」と被告人を諭した。また、同時に裁判長はこの事件が福祉行政の力で防げた可能性を指摘し、次のような付言を行った。
付言の中では異例ともいえる行政への批判が込められており、論告では「哀切極まり同情の余地がある」と述べられており、殺人事件の裁判としては異例づくめの判決であった。
Aは裁判の後、滋賀県に転居し1人暮らしを始め、木材加工会社で働いていたが、2013年（平成25年）に会社をクビになったと親族に伝えたきり音信不通となった。親族が警察に行方不明者届を出したが、2014年（平成26年）8月1日に遺体で見つかった 。

## 関連作品
舞台「生きる」
作劇はブッチー武者、脚本・演出はコント山口君と竹田君の山口弘和。
兄弟子の母が認知症になったことをきっかけに本事件を知ったブッチー武者が、本事件を風化させてはいけないと決意して作劇し、劇団ZANGEを旗揚げした。2014年（平成26年）9月2日から9月7日にかけて初公演が行われた。
毎日新聞大阪社会部取材班著『介護殺人―追いつめられた家族の告白―』（新潮社）
毎日新聞のシリーズ企画「介護家族」が2016年（平成28年）に書籍化され、本事件についても収載されている。